# 18731 Vilʹbakirov
18731 Vilʹbakirov este un asteroid din centura principală de asteroizi.

## Descriere
18731 Vilʹbakirov este un asteroid din centura principală de asteroizi. A fost descoperit pe 23 mai 1998 la Stația Anderson Mesa în cadrul programului LONEOS. Asteroidul prezintă o orbită caracterizată de o semiaxă mare de 3,04 ua, o excentricitate de 0,04 și o înclinație de 9,0° în raport cu ecliptica.